# Danièle Nouy

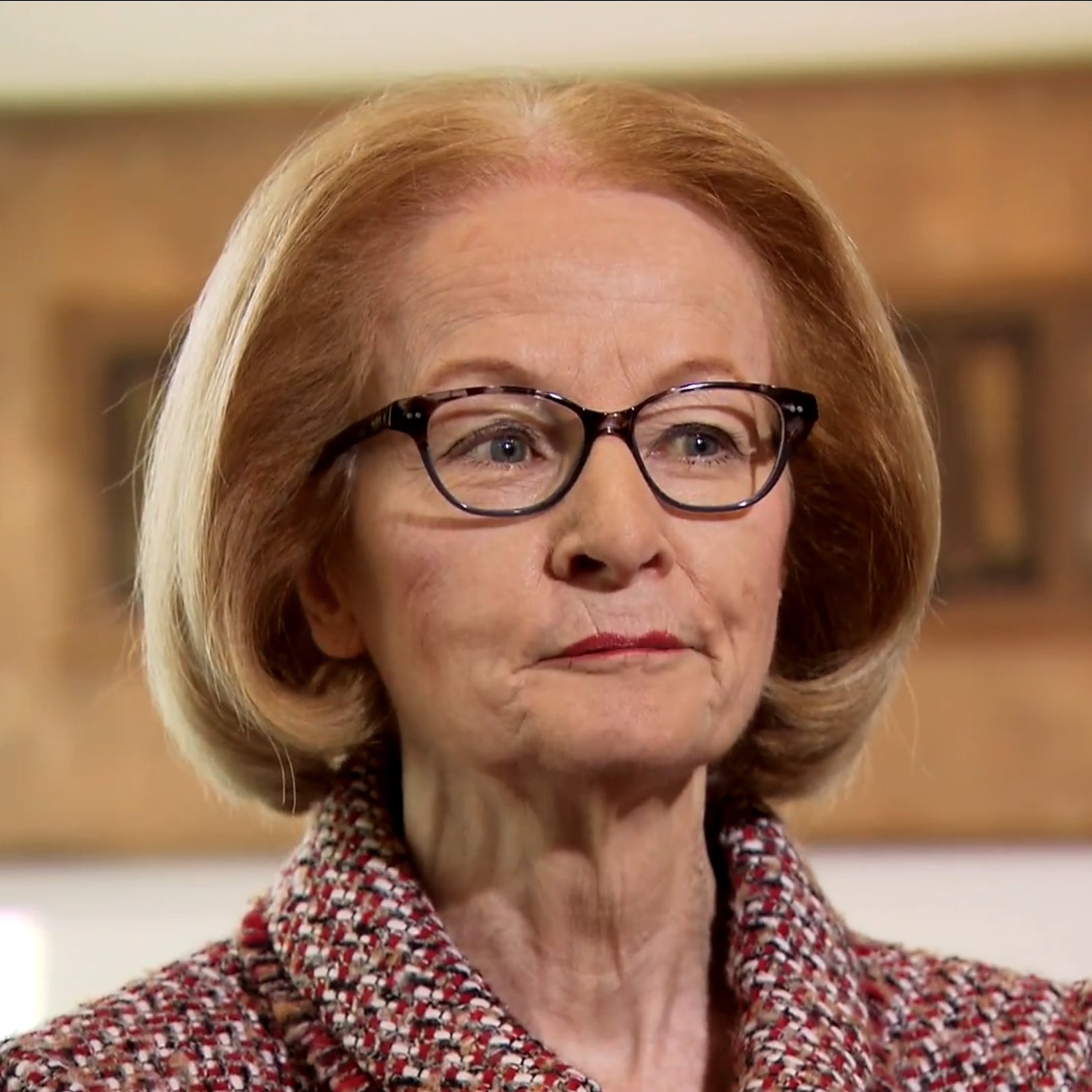
Danièle Nouy (2018)

Danièle Nouy (* 30. Juli 1950 in Rennes) ist eine französische ehemalige Bankmanagerin.
Sie hat einen Abschluss der Elitehochschule Sciences Po (1971). 1974 trat sie in den Dienst der Banque de France, bei der schon ihr Vater arbeitete. 1985 und 1996 arbeitete sie für die Banque de France in New York. 1998 bis 2003 war sie Vizepräsidentin des Basler Ausschusses. 2006 wurde sie Präsidentin des Ausschusses der Europäischen Aufsichtsbehörden für das Bankwesen (engl. Committee of European Banking Supervisors). Ab 2010 war sie Generalsekretärin der französischen Banken- und Versicherungsaufsicht (Autorité de contrôle prudentiel et de resolution, ACPR).
Ab dem 1. Januar 2014 leitete sie den neu geschaffenen Einheitlichen Bankenaufsichtsmechanismus am Sitz der Europäischen Zentralbank in Frankfurt am Main, der seit November 2014 tätig ist. Das Europaparlament wählte sie in diese Position. Ihre deutsche Gegenkandidatin war Elke König. Nach Ablauf der vorgesehenen Amtszeit von fünf Jahren, bei der keine Wiederwahl möglich ist, schied Nouy zum Jahresende 2018 aus dem Amt aus. Ihr Nachfolger wurde Andrea Enria.